# Vrstni datum
Vrstni datum je koledarski datum, ki je ponavadi sestavljen iz leta in zaporednega dneva leta med 1 in 366 (začne se na 1. januar), v nekaterih primerih se lahko leto izpusti. Dve številki sta v formatu LLLL-DDD, kar je v skladu z ISO 8601 sistemom prikaza vrstnega datuma.

## Izračun
Izračun vrstnega datuma v letu je del računanja vrstnega datuma od neke začetne točke, kot recimo Julijanski datum. Je tudi del računanja dneva v tednu, kjer se lahko uporabi poenostavitev "modulo-7".
Za te izračune je nujno vpeljati meseca januar in februar kot 13. in 14. prejšnjega leta zaradi dveh razlogov: kratkost februarja in njegova spremenljivost. V takem primeru je datum od 1. marca naprej podan po naslednji formuli:
{\displaystyle \lfloor 30,6(m+1)\rfloor +d-122}
kar se lahko zapiše tudi kot:
{\displaystyle \left\lfloor 30,6m-91.4\right\rfloor +d}
kjer je m številka meseca in d je datum. {\displaystyle \left\lfloor x\right\rfloor } je talna funkcija.
Formula izraža dejstvo, da ima katerihkoli pet zaporednih mesecev v razponu marec-januar skupno dolžino 153 dni, torej zaradi vzorca 31-30-31-30-31, ki se ponovi dvakrat.
"Doomsdayeve" lastnosti:
Za {\displaystyle m=2n} in {\displaystyle d=m} dobimo
{\displaystyle \left\lfloor 63,2n-91,4\right\rfloor }
ki daje razlike v vrednosti 63 (9 tednov * 7) za n = 2, 3, 4, 5, 6, torej med 4/4, 6/6, 8/8, 10/10 in 12/12.
Za {\displaystyle m=2n+1} in {\displaystyle d=m+4} dobimo
{\displaystyle \left\lfloor 63,2n-56,8\right\rfloor }
in z zamenjanimi m in d
{\displaystyle \left\lfloor 63,2n-56,8+118,4\right\rfloor }
kar daje razliko 119 (17 tednov * 7) za n = 2 (razlika med 5/9 in 9/5) in tudi za n = 3 (razlika med 7/11 in 11/7).
Vrstni datum od 1. januar je:
- za januar: d
- za februar: d + 31
- za ostale mesece: vrstni datum od 1. marca plus 59 (oz. plus 60 v prestopnem letu)

Vrstni datum od 1. marca prejšnjega leta (za katerega se formula računa) minus 306.

### Modulo 7
Spet štejemo januar in februar kot meseca 13 in 14 prejšnjega leta, datum od 1. marca naprej pa je po pravilu modulo 7 enak:
{\displaystyle \left\lfloor 2,6m-0,4\right\rfloor +d}
kjer je m številka meseca in d je datum.
Izračun se lahko začne s 1. januarjem matematično brez if (če ..., potem) izrazov če vzamemo prednost logike z min in max (najmanj in največ)
MAX je {\displaystyle 1/2*(a+b+\left|a-b\right|)}
MIN je {\displaystyle 1/2*(a+b-\left|a-b\right|)}
kar doprinese mesec (m), dan (d) in leto (y)

{\displaystyle (MAX(0,MIN(1,m-1))*31)+}  //če je januar celi mesec
{\displaystyle (MAX(0,MIN(1,m-2))*28)+}  //če je februar celi mesec
{\displaystyle (MAX(0,MIN(1,m-3))*31)+}  //če je marec celi mesec
{\displaystyle (MAX(0,MIN(1,m-4))*30)+}  //če je april celi mesec
{\displaystyle (MAX(0,MIN(1,m-5))*31)+}  //če je maj celi mesec
{\displaystyle (MAX(0,MIN(1,m-6))*30)+}  //če je junij celi mesec
{\displaystyle (MAX(0,MIN(1,m-7))*31)+}  //če je julij celi mesec
{\displaystyle (MAX(0,MIN(1,m-8))*31)+}  //če je avgust celi mesec
{\displaystyle (MAX(0,MIN(1,m-9))*30)+}  //če je september celi mesec
{\displaystyle (MAX(0,MIN(1,m-10))*31)+} //če je oktober celi mesec
{\displaystyle (MAX(0,MIN(1,m-11))*30)+} //če je november celi mesec
{\displaystyle d+}                       //dnevi trenutnega meseca
{\displaystyle (((INT((y)/4)-INT((y)/100)+INT((y)/400))} //logika prestopnega gregorijanskega leta
{\displaystyle -(INT((y-1)/4)-INT((y-1)/100)+INT((y-1)/400)))*MAX(0,MIN(1,m-2)))}      //štej samo prestopna leta, če je datum v 3. mesecu //logika prestopnega leta
Primer za 24. avgust 2016 je
{\displaystyle 31+28+31+30+31+30+31+0+0+0+0+24+1}

## Tabela
| K dnevu od     | 13 januar                                                     | 14 februar                                                    | 3 marec                                                       | 4 april                                                       | 5 maj                                                         | 6 junij                                                       | 7 julij                                                       | 8 avgust                                                      | 9 september                                                   | 10 oktober                                                    | 11 november                                                   | 12 december                                                   | i                                                             |
| Prištej        | 0                                                             | 31                                                            | 59                                                            | 90                                                            | 120                                                           | 151                                                           | 181                                                           | 212                                                           | 243                                                           | 273                                                           | 304                                                           | 334                                                           | 3                                                             |
| Prestopno leto | 0                                                             | 31                                                            | 60                                                            | 91                                                            | 121                                                           | 152                                                           | 182                                                           | 213                                                           | 244                                                           | 274                                                           | 305                                                           | 335                                                           | 2                                                             |
| Algoritem      | {\displaystyle 30(m-1)+\left\lfloor 0.6(m+1)\right\rfloor -i} | {\displaystyle 30(m-1)+\left\lfloor 0.6(m+1)\right\rfloor -i} | {\displaystyle 30(m-1)+\left\lfloor 0.6(m+1)\right\rfloor -i} | {\displaystyle 30(m-1)+\left\lfloor 0.6(m+1)\right\rfloor -i} | {\displaystyle 30(m-1)+\left\lfloor 0.6(m+1)\right\rfloor -i} | {\displaystyle 30(m-1)+\left\lfloor 0.6(m+1)\right\rfloor -i} | {\displaystyle 30(m-1)+\left\lfloor 0.6(m+1)\right\rfloor -i} | {\displaystyle 30(m-1)+\left\lfloor 0.6(m+1)\right\rfloor -i} | {\displaystyle 30(m-1)+\left\lfloor 0.6(m+1)\right\rfloor -i} | {\displaystyle 30(m-1)+\left\lfloor 0.6(m+1)\right\rfloor -i} | {\displaystyle 30(m-1)+\left\lfloor 0.6(m+1)\right\rfloor -i} | {\displaystyle 30(m-1)+\left\lfloor 0.6(m+1)\right\rfloor -i} | {\displaystyle 30(m-1)+\left\lfloor 0.6(m+1)\right\rfloor -i} |

Na primer, vrstni datum 15. aprila je 90 + 15 = 105 v navadnem letu, in 91 + 15 = 106 v prestopnem letu.

## Mesec-dan
Število meseca in datum je podan z
{\displaystyle m=\left\lfloor od/30\right\rfloor +1}

{\displaystyle d=mod(od,30)+i-\left\lfloor 0,6(m+1)\right\rfloor }
izraz {\displaystyle mod(od,30)} se lahko spremeni tudi v {\displaystyle od-30(m-1)}, kjer je {\displaystyle od} vrstni datum.
- 100. dan navadnega leta:

{\displaystyle m=\left\lfloor 100/30\right\rfloor +1=4}
{\displaystyle d=mod(100,30)+3-\left\lfloor 0,6(4+1)\right\rfloor =10+3-3=10}
10. april
- 200. dan navadnega leta

{\displaystyle m=\left\lfloor 200/30\right\rfloor +1=7}
{\displaystyle d=mod(200,30)+3-\left\lfloor 0,6(7+1)\right\rfloor =20+3-4=19}
19. julij
- 300. dan prestopnega leta:

{\displaystyle m=\left\lfloor 300/30\right\rfloor +1=11}
{\displaystyle d=mod(300,30)+2-\left\lfloor 0,6(11+1)\right\rfloor =0+2-7=-5}
-5. november = 26. oktober (31 - 5)